# Čvrsnica
Čvrsnica é uma montanha da Bósnia e Herzegovina, nos Alpes Dináricos. Fica na Herzegovina setentrional, e a sua maior parte fica no cantão de Herzegovina-Neretva, nos municípios de Mostar e Jablanica, estando uma parte de apenas 10% no município de Posušje. O pico mais alto (Pločno) chega a 2228 m de altitude.
A Čvrsnica está rodeada pelo rio Neretva pelo lado leste (20 km), pelos seus afluentes Doljanka (18 km) a norte e Drežanka (19,8 km), pelo Dugo Polje (12 km) e a montanha Vran a oeste. A montanha é formada por várias mesetas — Plasa e Muharnica a norte, Mala Čvrsnica a Há mais de 10 cumes acima dos 2000 metros (Plocno 2228 m, Veliki Jelinak 2179 m, Veliki Vilinac 2118 m, etc.), e várias falésias (Pesti brdo, Mezica stijene, Strmenica ...). Também inclui os lagos de Blidinje, Crepulja e Crvenjak. O canhão de Diva Grabovica (6,2 km) chega a esta montanha.
A montanha é habitada por camurças.